# Nieobecny
Nieobecny (tytuł oryg. Ausente) – argentyński film fabularny (dramat stylizowany na thriller) z 2011 roku, napisany, wyreżyserowany i zmontowany przez Marco Bergera, z Carlosem Echevarríą i Javierem De Pietro obsadzonymi w rolach nauczyciela i ucznia, uwikłanych w homoerotyczną intrygę. Premiera filmu nastąpiła podczas Międzynarodowego Festiwalu Filmowego w Berlinie w lutym 2011; wówczas reżyser wyróżniony został nagrodą Teddy. Film nakręcony został w Buenos Aires.

## Opis fabuły
Podczas lekcji pływania szesnastoletni Martín skarży się na ból oka. Jego młody nauczyciel Sebastián zabiera go do szpitala. Gdy po paru godzinach odwozi chłopaka do domu, okazuje się, że w jego domu nikogo nie ma. Ponieważ Martín zostawił klucze i telefon w plecaku, który zabrał ze sobą wcześniej jego kolega, Sebastián zabiera ucznia do swojego domu, proponując dyskretny nocleg. Na miejscu nastolatek zaczyna zachowywać się dwuznacznie i prowokować swojego nauczyciela − w rzeczywistości skrytego geja, związanego z kobietą. Wkrótce okazuje się, że Sebastián został uwikłany w nietypową intrygę przez zafascynowanego swym nauczycielem ucznia.

## Obsada
- Carlos Echevarría − Sebastián
- Javier De Pietro − Martín
- Rocío Pavón − Analía
- Antonella Costa − Mariana
- Alejandro Barbero − Juan Pablo

## Wydanie filmu
W dniu 13 lutego 2011 miała miejsce oficjalna, światowa premiera Nieobecnego w trakcie 61. dorocznego Międzynarodowego Festiwalu w Berlinie. W ciągu kolejnych miesięcy, aż do końca roku film prezentowany był na innych imprezach filmowych dookoła świata.
W Polsce dystrybutorem filmu była spółka Mayfly. 4 listopada 2011 film wprowadzony został do dystrybucji kinowej, a trzy tygodnie później, 21 listopada, odbyła się premiera obrazu na dyskach DVD. Emisji Nieobecnego podjęła się także stacja telewizyjna Ale Kino!.

### Festiwale filmowe
Film zaprezentowano podczas następujących festiwali filmowych:
- 2011: Niemcy − Międzynarodowy Festiwal Filmowy w Berlinie
- 2011: Argentyna − Buenos Aires International Festival of Independent Cinema
- 2011: Stany Zjednoczone − Frameline
- 2011: Francja − Paris Cinéma Edition 2011
- 2011: Stany Zjednoczone − Outfest Film Festival
- 2011: Japonia − Latin Beat Film Festival
- 2011: Portugalia − Queer Lisboa Film Festival
- 2011: Brazylia − Rio de Janeiro International Film Festival
- 2011: Brazylia − Mix Brasil

## Nagrody i wyróżnienia
- 2011, Berlin International Film Festival:
  - nagroda Teddy w kategorii najlepszy film fabularny (nagrodzony: Marco Berger)
- 2011, Academy of Motion Picture Arts and Sciences of Argentina:
  - nominacja do nagrody Argentinean Academy w kategorii najlepszy nowy aktor (Javier De Pietro)